# Saint-André-des-Eaux (Loire-Atlantique)
Saint-André-des-Eaux é uma comuna francesa na região administrativa da Pays de la Loire, no departamento de Loire-Atlantique. Estende-se por uma área de 24,71 km². Em 2010 a comuna tinha 6 731 habitantes (densidade: 272,4 hab./km²).